# Kimmo Kapanen
Kimmo Kapanen, född 12 september 1974 i Vanda i Finland, är en före detta finländsk ishockeymålvakt. Den 26 maj 2022 annonserades att han blir sportchef för Timrå IK.
Kapanen spelade fyra säsonger i Elitserien för Timrå IK mellan 2001 och 2005 och även några matcher i HV71. Merparten av sin karriär spelade han i  FM-ligan för KalPa, Ässät, HPK och HIFK. Han gjorde även säsong i tyska Iserlohn Roosters.
Kapanen är far till Oliver Kapanen; bror till Sami Kapanen samt farbror till Kasperi Kapanen.